# Johannes Evangelist Haller

Kardinal Johannes Haller, Erzbischof von Salzburg, offizielles Photo zur Kardinalserhebung 1895

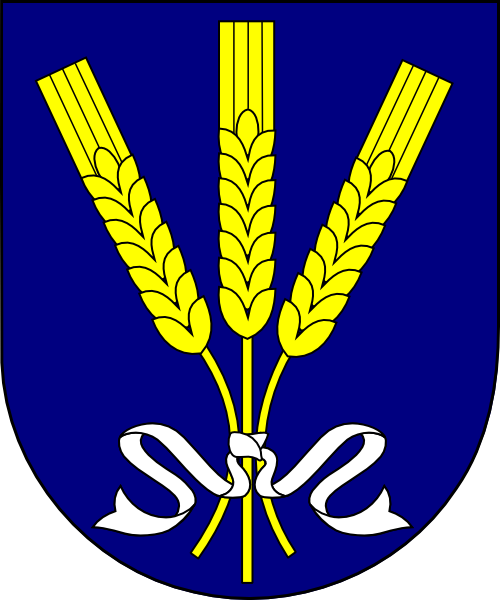
Wappen des Kardinals

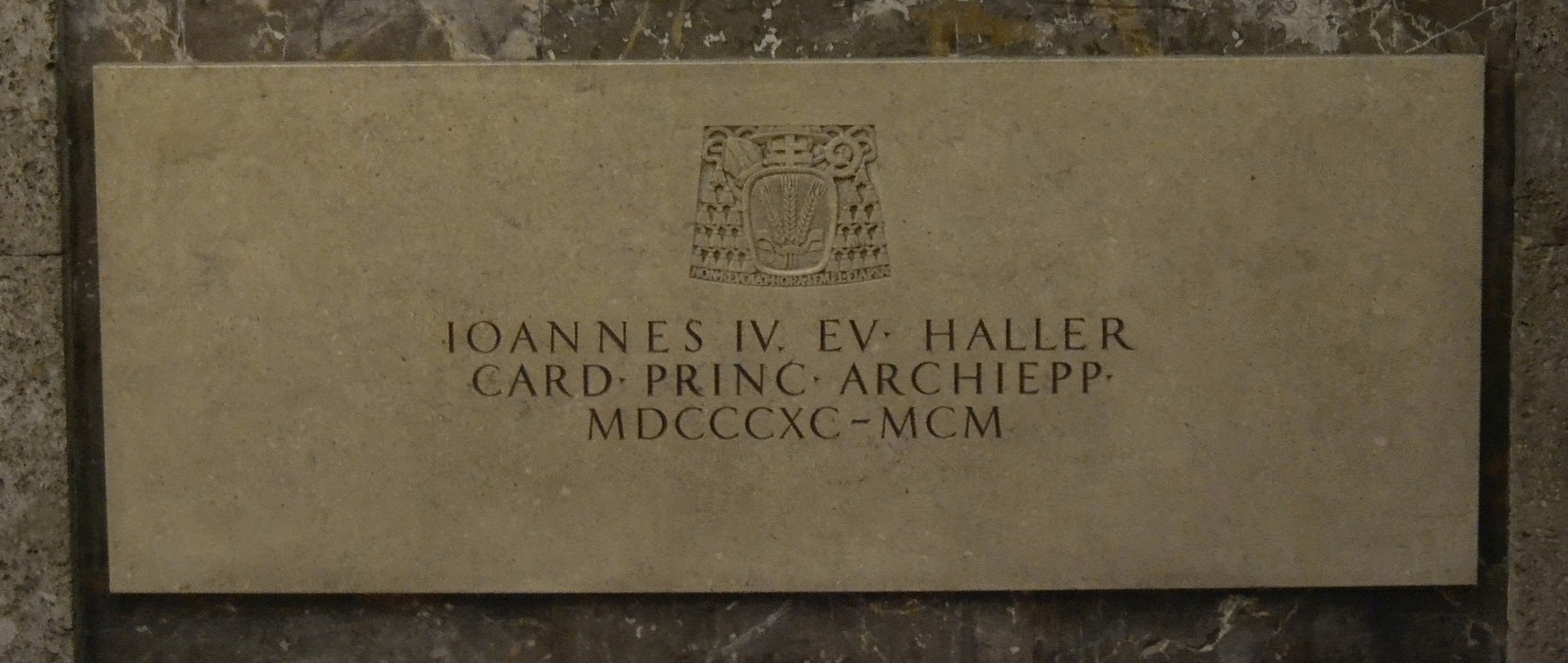
Grabstätte Hallers

Johannes Evangelist Haller (* 30. April 1825 in St. Martin in Passeier, Südtirol; † 5. Mai 1900, in Salzburg) war Kardinal und Erzbischof von Salzburg.

## Leben
Johann Haller wurde 1825 als Sohn des Bauern Johann Haller und dessen Frau Anna, geb. Sprenger aus Ratschings auf dem Greinwaldhof in Außerried bei Saltaus in Passeier (Südtirol) geboren. Er ging in Meran und Innsbruck zur Schule und studierte am Priesterseminar in Trient Philosophie und Theologie. Am 21. Mai 1848 empfing er in Trient durch Johann Nepomuk von Tschiderer, Bischof von Trient, die Priesterweihe. Später promovierte er zum Doktor der Theologie und wirkte bis 1860 als Kaplan und Kooperator in der Seelsorge. 1860 wurde er Hausgeistlicher im Benediktinerinnenkloster Säben und später Pfarrer von Lajen am Eingang zum Grödner Tal. 1871 wurde er Domherr in Trient und Provikar für den deutschsprachigen Teil des Bistums Trient.
Am 14. August 1874 wurde Johannes Evangelist Haller zum Titularbischof von Adraa, Weihbischof und Koadjutor des Fürstbischofs von Trient ernannt, des seit 1861 regierenden Benedikt Riccabona von Reichenfels (1807–1879). Die Bischofsweihe spendete ihm am 14. Oktober 1874 in Salzburg Erzbischof Maximilian Joseph von Tarnóczy; Mitkonsekrator war Johannes Jakub della Bona, Weihbischof in Salzburg, Presbyter assistens war Joseph Mooslechner, Dekan des Domkapitels. Haller wurde nach dem Tod seines Bischofs Kapitularvikar in Trient und am 20. Dezember 1880 zum Weihbischof in Salzburg berufen und zum dortigen Dompropst ernannt. Das Salzburger Domkapitel wählte Haller am 20. Mai 1890 zum Erzbischof von Salzburg und Primas Germaniae. Papst Leo XIII. bestätigte die Wahl am 26. Juni 1890, erhob ihn im Konsistorium vom 29. November 1895 zum Kardinal und ernannte Haller am 25. Juni 1896 zum Kardinalpriester mit der Titelkirche San Bartolomeo all’Isola.
Seit 1889 war er Ehrenmitglied der katholischen Studentenverbindung KÖStV Austria Wien.
Haller erwarb sich Verdienste um die Neubearbeitung des österreichischen Katechismus und die Errichtung einer katholischen Universität in Salzburg. Erzbischof Haller wurde in der Krypta des Salzburger Doms beigesetzt.